# Andrea di Robilant (giornalista)
Andrea di Robilant (Roma, 13 febbraio 1957) è un giornalista, scrittore e storico italiano. Attualmente è anche professore alle università americane di Roma John Cabot University e American University of Rome.

## Biografia
Di Robilant è figlio di padre italiano, il piemontese conte Carlo Nicolis di Robilant (figlio di Edmondo e della nobildonna veneziana Valentina Mocenigo) e madre americana, Caroline Kent, di Lynchburg, Virginia. 
Ha studiato al liceo ginnasio francese Lycée français Chateaubriand a Roma, successivamente ha studiato presso l'Istituto Le Rosey, un liceo di Rolle, nella Svizzera francese.
Si è laureato presso la Columbia University di New York, studiando storia e scienze politiche. 
Ha lavorato come corrispondente dagli Stati Uniti per quotidiani italiani come La Repubblica e La Stampa; attualmente è corrispondente a Roma per quest'ultimo.
Nel 2003 ha scritto il suo primo libro A Venetian Affair, (2003) una biografia dei suoi antenati nella Venezia del XVIII secolo sulla base della loro corrispondenza; e un sequel dal titolo Lucia: Vita a Venezia al tempo di Napoleone (2008). Nel 2011 ha pubblicato Irresistible North: From Venice to Greenland on the Trail of the Zen Brothers, in cui analizza il fatto che due mercanti veneziani, i fratelli Zeno, hanno navigato nel nord atlantico, in una spedizione prima di Cristoforo Colombo in America del Nord. La Mappa di Zeno, attribuita ad un nipote, Nicolò Zeno e tendente a attribuire alla Serenissima la scoperta dell'America prima di Colombo, è tuttavia considerata un falso.

### Vita privata
È sposato con la giornalista RAI Alessandra Mattiloro, da cui ha avuto i figli Tommaso e Sebastiano.

## Opere
- (EN) A Venetian Affair, New York, Knopf, 2003, ISBN 0-375-41181-X.
- Lucia nel tempo di Napoleone, Milano, Corbaccio, 2008, ISBN 978-88-7972-954-3.
- (EN) Venetian Navigators: the Voyage of the Zen Brothers to the Far North, London, Faber & Co., 2011, ISBN 978-0-571-24377-8.
- Sulle tracce di una rosa perduta, illustrazioni di Nina Fuga, Milano, Corbaccio, 2014, ISBN 978-88-6380-760-8.
- Autunno a Venezia: Hemingway e l'ultima musa, Milano, Corbaccio, 2018, ISBN 978-88-6700-379-2 (archiviato dall'url originale il 20 settembre 2018).
- (EN) This Earthly Globe: a Venetian Geographer and the Quest to Map the World, New York, Alfred A. Knopf, 2024, ISBN 978-0-307-59707-6.